# 千鳥型魚雷艇
千鳥型魚雷艇（日文：千鳥型水雷艇）是大日本帝国海军的一級鱼雷艇，曾參與第二次世界大战 。 其最初的设计是以小排水量的艦體搭載大量武器，結果在友鶴事件中發現此設計的潛在危險以及當時日本軍艦設計思想的問題。经过广泛的修改後本級艇的海上航行功能令人滿意，參與了中菲律宾戰役和荷屬东印度群岛戰役，隨後在大戰中擔當護衛之責。战争期间四艘同型艦有三艘沉没，最後一艘在戰後於香港被英国人接收，后来被拆毀。

## 背景

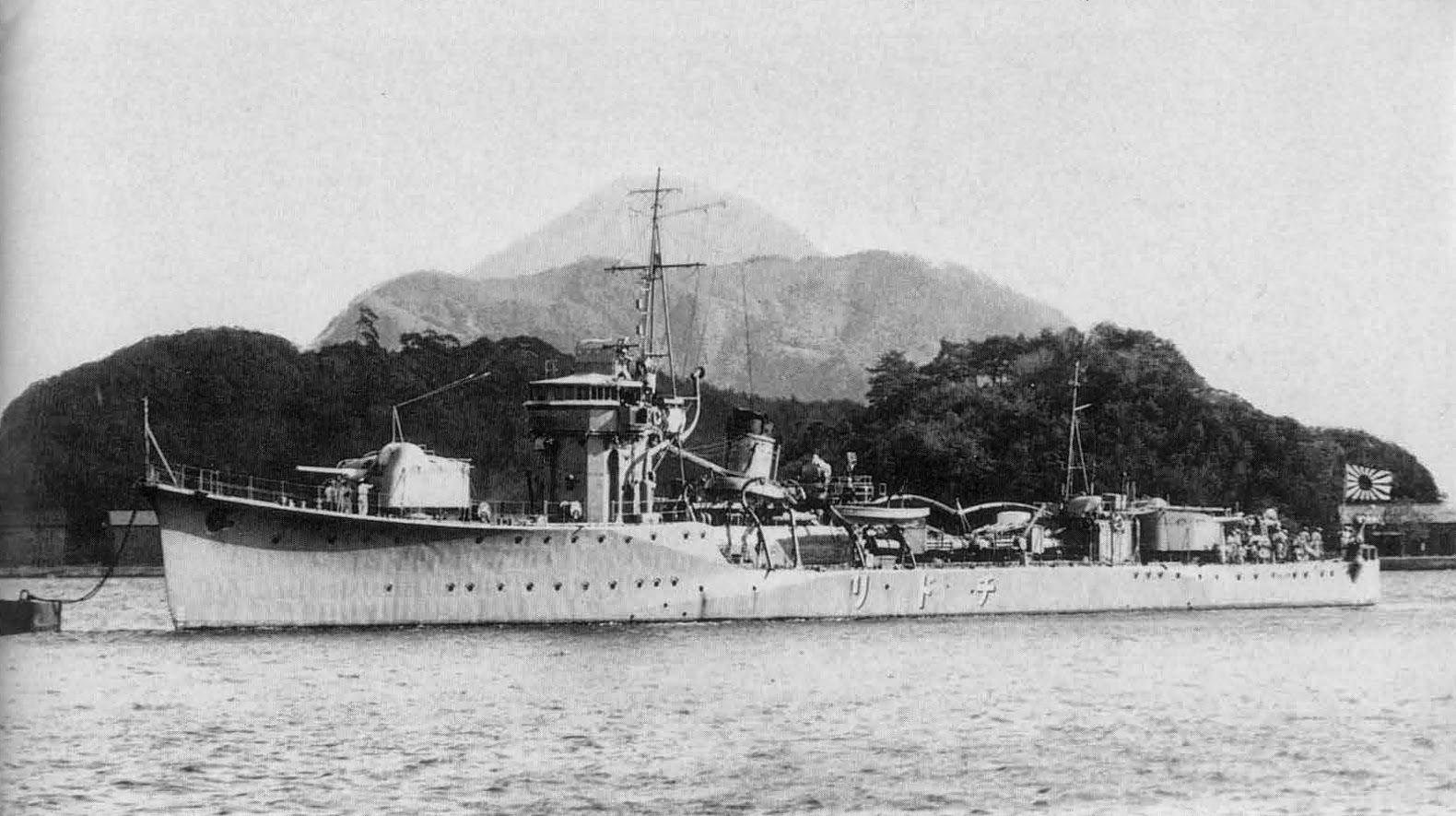
千鳥號的最初外观（1933年11月）

根据1930年《伦敦海军条约》，日本帝国海军的驱逐舰总吨位上受到限制。日本海军於是设计了600吨级的船體（此大小的船體不受条约的限制），但其武裝是吹雪型驅逐艦的一半。这些新船被稱为「鱼雷艇」，而非「驅逐艦」。在1931年丸1计划订购了4艘船，计划則為20艘。 
千鳥型魚雷艇最初完成時標準排水量為535長噸（544公噸），滿載排水量738長噸（750公噸），總長82.0米（269英尺0英寸），寬7.40米（24英尺3英寸），平均吃水为2.50米（8英尺2英寸） 。  两台艦本式鍋爐驅動兩部艦本式渦輪機，驅動雙軸，可達11,000匹軸馬力（8,200千瓦特）。其性能數據為航速30.0節（34.5英里每小時；55.6每小時），續航距離在攜帶152公噸（150長噸；168短噸）燃油，以14節（每小時26公里）航行時為3000海浬（5600公里），如為10節航速，則續航範圍為9000海浬（17000公里）。  
相較於其艦體尺寸，千鳥型魚雷艇的武裝相當龐大。主砲為三門50倍徑三年式127毫米炮，一門安装在艦桥之前的前砲塔，另兩門聯裝在後砲塔。防空武器的裝備則不明清楚；有的來源指出只有一門經授權製造的40毫米维克斯（2磅碰碰炮）機砲，也有來源指出裝置一挺12.7 mm（0.50英寸） 机枪 。艦尾安裝了兩套雙聯533 mm（21.0英寸） 鱼雷发射管。 这些武器总计占排水量的22.7％。  此外还有一具94型深水炸弹发射器。 
首艦千鳥號完成后，試航時发现重心太高，且超重92公噸（91長噸；101短噸） 。於是其他同級艦加裝了突起部以改善航行穩定性，然而，事实证明这是不够的。  1934年3月12日的友鶴事件导致了重大的改裝，3型火炮被较小的海軍45倍徑三年式120毫米炮取代，鱼雷发射管也拆掉一組。此外還加裝了100吨压艙重物，有助于降低重心但也使最高速度降低到了28节。 
1944年，後部砲塔被拆除而换成雙聯九六式25毫米高射機砲 。 另一組雙聯機槍裝在艦橋之前，還在多個位置加裝了六挺單裝機槍。  在战争中搭載的深水炸弹也增加到48个。 

## 友鶴事件
在完工後不久的1934年3月12日，千鳥號、友鶴號和轻巡洋舰龍田號編隊進行夜间鱼雷训练。演習中天气恶化，任務在0325被取消，艦隊返航，但友鶴號失蹤，在搜索後於當日1405被发现倾覆。113名艦员中有13名被救出。友鶴號被拖到佐世保，修復後再度服役。 

### 後續影響
这场灾难迫使日本帝国海军重新檢討新近完成，建造中或设计中的每艘船的稳定性。千鳥級因此減少其武器装备，艦橋结构被減去一层。移除了凸起部，但加上60—90公噸（59—89長噸；66—99短噸）压艙物，排水量增加至815長噸（828公噸） ，而最高速度降至28節（32英里每小時；52每小時），以14節時速航行時航程降至1600海浬（3000公里）。且計畫中的其他16艘同級艇被取消，改建重新設計以減少導致友鶴號傾覆的頭重腳輕現象的鴻型魚雷艇。

## 戰歷
1937年，这四艘姐妹艦被编入第21水雷戰隊，參加淞滬會戰。四艘魚雷艇也參加了菲律宾戰役和荷屬东印度群島戰役 。1942年春第21水雷戰隊解散，千鳥號與真鶴號回到日本水域負責護航。初雁號與友鶴號在大多數時間留在該地區擔任護航任務。友鶴號在戰爭後期回到日本，但初雁號于1945年5月21日进入香港，参与了防空战斗直到战争结束。 在日本投降后，初雁號被英國皇家海军擄獲，後來被拆毀。 

## 同級船
| 船名 | 建造者         | 安放龍骨        | 下水           | 完工          | 改建       | 命运 |
| ---- | -------------- | --------------- | -------------- | ------------- | ---------- | --- |
| 千鳥 | 舞鹤海军兵工厂 | 13-10-1931      | 01-04-1933     | 20-11-1933    | 1934年11月 | 1944年12月21日由美國潛艇 USS Tilefish （SS-307）於御前崎沖西方擊沉，位置為 34°33′N 138°02′E / 34.550°N 138.033°E 。 |
| 真鶴 | 藤永田造船所   | 19-12年12月22日 | 1933年11月11日 | 1934年1月31日 | 1934年11月 | 1945年1月3日於那霸 遭空襲擊沉，位置為26°17′N 127°35′E / 26.283°N 127.583°E 。                                       |
| 友鶴 | 舞鹤海军兵工厂 | 11-11-1932      | 01-10-1933     | 1934年2月24日 | 1935年5月  | 1945年3月24日在奄美大岛以西被空襲擊沉，位置為 29°15′N 125°13′E / 29.250°N 125.217°E 。                              |
| 初雁 | 藤永田造船所   | 06-04-1933      | 19-12-1933     | 1934年5月15日 |            | 战争结束时被英国俘虏。 1947年3月5日退役，1948年拆毀。                                                               |

## 腳註
1. 1 2 3 4  Stille, Mark. . Oxford, UK: Osprey Publishing. 2017: 17–18. ISBN 978 1 4728 1817 1.
2. ↑  Whitley, p. 208
3. ↑  Whitley, pp. 208–9
4. ↑  Brown, p. 144
5. 1 2  Whitley, p. 209
6. ↑  Brown, pp. 143–44
7. ↑  Neavitt, Allyn D. .   [2009-07-16]. （原始内容存档于2011-06-05）.